# Gianfranco De Bosio
Gianfranco De Bosio est un réalisateur italien de théâtre et de cinéma, également professeur de mise en scène né le 16 septembre 1924 à Vérone et mort le 2 mai 2022 à Milan.

## Biographie
Né en 1924 à Vérone dans une famille aisée et cultivée, Gianfranco De Bosio fait ses études à l'université de Padoue.
Après l'armistice de Cassibile, le 8 septembre 1943, alors étudiant en littérature, il devient une figure de proue de la résistance en Vénétie et membre du Comité de libération nationale de Vérone pour la Démocratie chrétienne.
À la fin de la Seconde Guerre mondiale, le 25 avril 1945, il renonce à une carrière politique en faveur de son collègue Giulio Andreotti pour se consacrer au théâtre en fondant le Teatro dell'Università di Padova. En 1947, il complète sa formation en fréquentant l'école de Jean-Louis Barrault dans le Paris de l'après-guerre.
Il dirige le Teatro Stabile di Torino (it) de 1957 à 1968. En 1963, il remporte le prix de la critique italienne à la Mostra de Venise avec Il terrorista.
De Bosio meurt à Milan, le 2 mai 2022, à 97 ans.

### Décoration
- 1re classe / Chevalier grand-croix : Cavaliere di Gran Croce Ordine al Merito della Repubblica Italiana[3] (18 mai 2009)

## Mises en scène

### Théâtre
- 1960-1962, puis 1970 : La Moscheta
- 1964-1965 : L'Anconitana
- 1965-1968 : avec Glauco Mauri, Valeria Moriconi, puis Milva, Parlamento et Bilora
- 1969 : La Betìa

### Opéras
- 1982 : Otello
- 1992 : Nabucco
- 1992 : Aida

## Filmographie
- 1963 : Le Terroriste (Il terrorista)
- 1971 : Giorgio Dandin (téléfilm)
- 1971 : La Betìa ovvero in amore, per ogni gaudenza, ci vuole sofferenza
- 1974 : Moïse (Mosè)
- 1976 : La Tosca (it)
- 1982 : Delitto di stato (mini-série) (it) (mini-série)
- 1985 : Elisabetta, regina d'Inghilterra (téléfilm)
- 1986 : Venezia salvata o la congiura tradita (téléfilm)
- 1986 : Un ballo in maschera (téléfilm)